# غيل مسة (دوعن)
'

تعديل مصدري - تعديل

غيل مسة هي إحدى قرى عزلة صيف بمديرية دوعن التابعة لمحافظة حضرموت، بلغ تعداد سكانها 31 نسمة حسب تعداد اليمن لعام 2004.